# Armstrong Whitworth Aircraft
Die Sir W. G. Armstrong Whitworth Aircraft Company war ein britischer Flugzeughersteller aus den Jahren 1912 bis 1961. Das Unternehmen ging in der Hawker-Siddeley-Gruppe, heute BAE Systems, auf.

## Geschichte

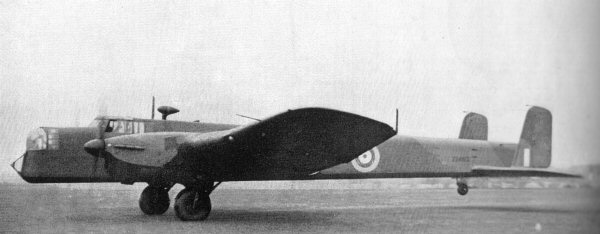
Whitley

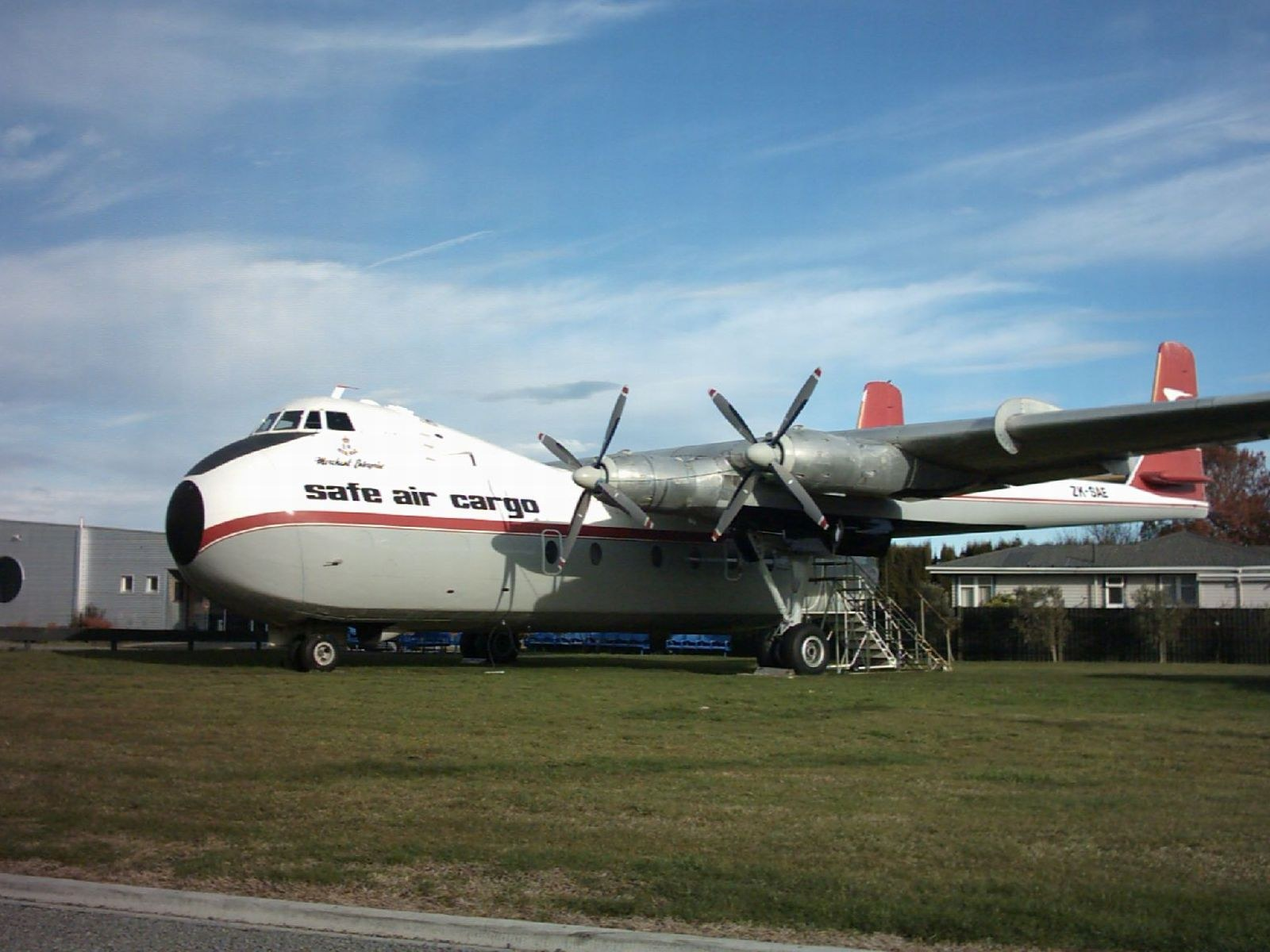
Armstrong Whitworth Argosy

Armstrong Whitworth Aircraft entstand 1912 als Flugzeugbauabteilung des Rüstungskonzerns Sir W.G. Armstrong Whitworth & Co., Ltd. in Newcastle upon Tyne.
1920 erwarb Armstrong Whitworth den Flugmotoren- und Automobilhersteller Siddeley-Deasy. Anschließend wurden die Motoren- und Fahrzeugbaubereiche beider Unternehmen unter dem Dach von Armstrong Siddeley zusammengefasst, während die Luftfahrtsparte zur Sir W.G. Armstrong Whitworth Aircraft Company wurde.
1927 kam es zur Vereinigung von Vickers und Armstrong Whitworth. Armstrong Whitworth Aircraft und Armstrong Siddeley wurden nicht in den neuen Konzern eingegliedert, sondern an John Davenport Siddeley verkauft. Der Flugzeugbau von Vickers fand seitdem unter dem Namen „Vickers-Armstrongs“ statt.
1935 verkaufte Siddeley die Armstrong Whitworth Aircraft an den Konkurrenten Hawker, wodurch die neue Unternehmensgruppe Hawker Siddeley Aircraft entstand. Trotz des Zusammenschlusses blieben die Unternehmensteile weitgehend selbständig.
Armstrong Whitworth Aircraft vereinigte sich 1961 mit der Gloster Aircraft Company zur „Whitworth Gloster Aircraft Ltd“. 1963 gab Hawker Siddeley die alten Markennamen auf. Der letzte Entwurf von Armstrong Whitworth, die Argosy, wurde daraufhin in „Hawker Siddeley Argosy“ umbenannt.

## Produkte

### Flugzeuge
Das Datum des Erstfluges steht jeweils in Klammern.
militärische Flugzeugtypen
- Armstrong Whitworth F.K.3 (1915)
- Armstrong Whitworth F.K.8 (1916)
- Armstrong Whitworth F.K.9 (1916)
- Armstrong Whitworth F.K.10 (1917)
- Armstrong Whitworth Tadpole (1919)
- Armstrong Whitworth Siskin (1919)
- Armstrong Whitworth Awana (1923)
- Armstrong Whitworth Wolf (1923)
- Armstrong Whitworth Atlas (1925)
- Armstrong Whitworth Ajax (1925)
- Armstrong Whitworth A.W.14 Starling
- Armstrong Whitworth A.W.16
- Armstrong Whitworth A.W.17 Aries (1930)
- Armstrong Whitworth A.W.19 (1934)
- Armstrong Whitworth A.W.23 (1935)
- Armstrong Whitworth A.W (1936)
- Armstrong Whitworth A.W.35 Scimitar (1935)
- Armstrong Whitworth A.W.38 Whitley (1936)
- Armstrong Whitworth A.W.41 Albemarle (1940)
- Armstrong Whitworth A.W.52 (1947)
- Armstrong Whitworth A.W.169 (Projekt)
- Hawker Sea Hawk
- Gloster Meteor NF.11

zivile Flugzeugtypen
- Armstrong Whitworth A.W.154 Argosy (1926)
- Armstrong Whitworth A.W.15 Atalanta (1932)
- Armstrong Whitworth A.W.27 Ensign (1938)
- Armstrong Whitworth AW.55 Apollo (1949)
- Armstrong Whitworth Argosy (A.W.650 / 660) (1959)

Experimentalflugzeuge
- Armstrong Whitworth Ape (1926)

Nurflügler
- Armstrong Whitworth A.W.52 (1947)
- Armstrong Whitworth A.W.171 (Projekt)

## Luftschiffe
- R25
- R29
- R33

## Lenkflugkörper
- Sea Slug